# Битва за Крушевац (1941)
Битва за Крушевац (сербохорв. Битка за Крушевац / Bitka za Kruševac) — сражение объединённых сил югославских четников и партизан против немецких войск и коллаборационистов Косты Печанаца, занявших сербский город Крушевац. Оно состоялось 23 сентября 1941 года. Командовал объединёнными войсками майор Драгутин Кесерович, имевший в своём распоряжении чуть более 3 тысяч человек (в том числе и партизанские части). Им противостоял гарнизон численностью около 400 человек. Битва завершилась победой немцев.

## Подготовка
В середине сентября 1941 года генерал Любо Новакович служил в отряде четников под командованием Косты Печанаца, но разочаровался в своём командире после того, как тот стал сотрудничать с немцами. Новакович, желавший помочь Движению Сопротивления, передал майору Драгутину Кесеровичу приказ Дражи Михайловича о начале всеобщего восстания в Шумадии и начале боёв в оккупированных немцами городах. Кесерович получил распоряжения: взять Крушевац (население 14 тысяч человек), заблокировать Трстеник и занять Жупу. 19 сентября 1941 в местечке Бован состоялось совещание, на котором было принято решение о перегруппировке войск и об атаке Крушеваца. Кесерович договорился об участии партизан в атаке. Издав распоряжение о мобилизации, он организовал 21 сентября церемонию принесения 6 тысячами добровольцев присяги перед монастырём Стрмци и в деревне Разбойна около Бруса.

## Бой
Кесерович командовал всеми войсками. 3 тысячи четников (большинство не вооружённые) и 80 партизан напали на город, окружив его. Гарнизон из 400 человек охранял его. Войска Кесеровича прорвались к центру города, но там немцы оказали ожесточённое сопротивление в здании школы, которая была их главной крепостью. Со стороны Сталача на помощь прибыл бронепоезд, после чего немцы разбили войска нападавших. Кесерович ушёл с остатками сил в сторону Кралево.

## Потери
В ходе боя немцы потеряли 26 человек убитыми (из них 4 офицера) и 80 ранеными, четники и партизаны — 16 убитыми, 73 ранеными, ещё 7 гражданских погибли в боях. В знак мести немцы расстреляли на Багдале 1642 человека.